# Dressin (sparkfordon)

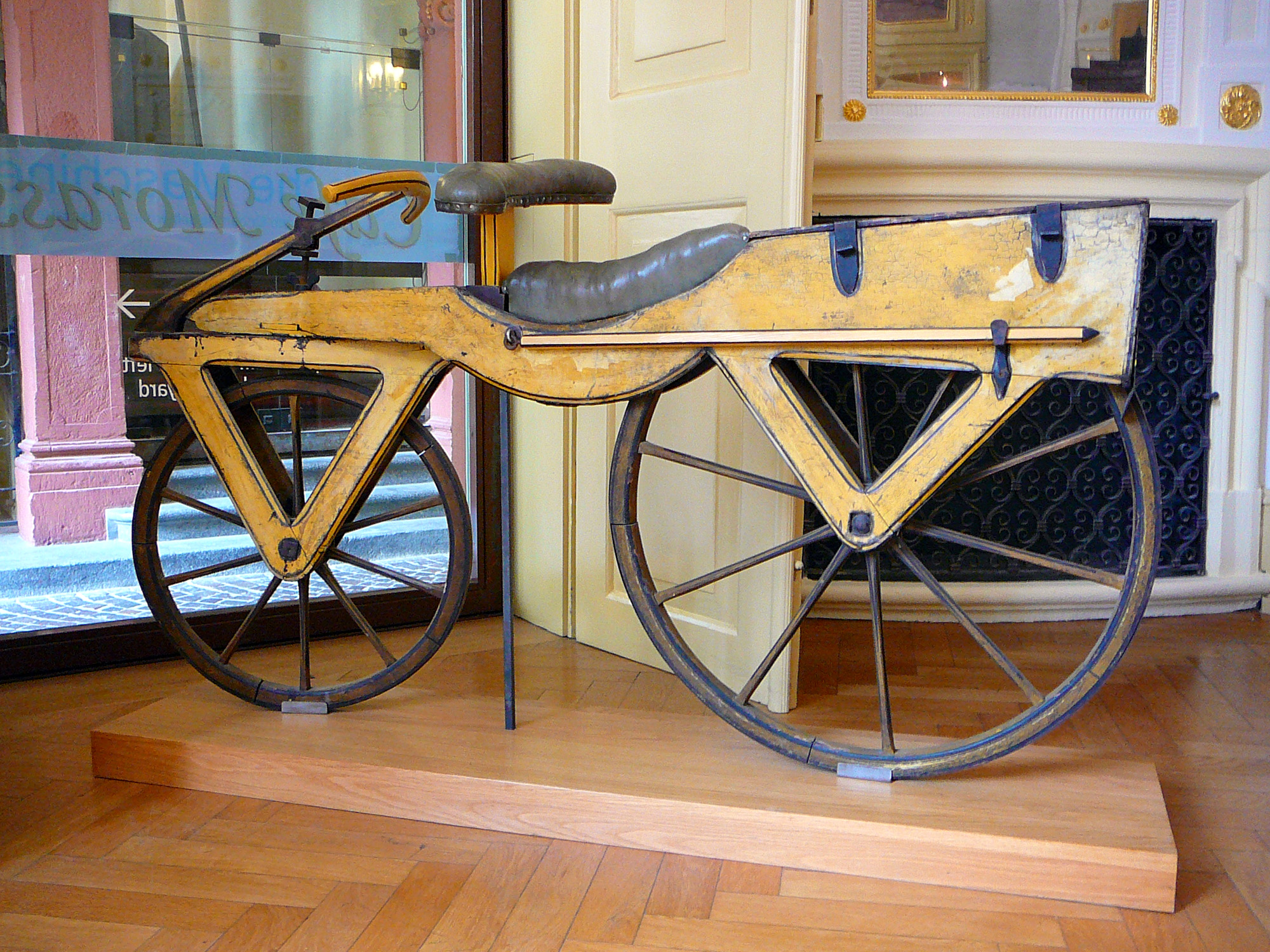
Löpmaskin av Drais modell, omkring 1820.

Dressin (av franska: draisine, till uppfinnaren Karl Drais), historiskt även springmaskin och löpmaskin (av tyska: Laufmaschine) med flera, var den första tvåhjulingen (bicykeln) som kom till praktisk användning. Den utgörs i grunden av det vi idag kallar en cykel men utelämnar pedaler och drivkedja och drivs istället av benens kontakt med marken, ungefär som en sparkcykel med sadel.

## Historia

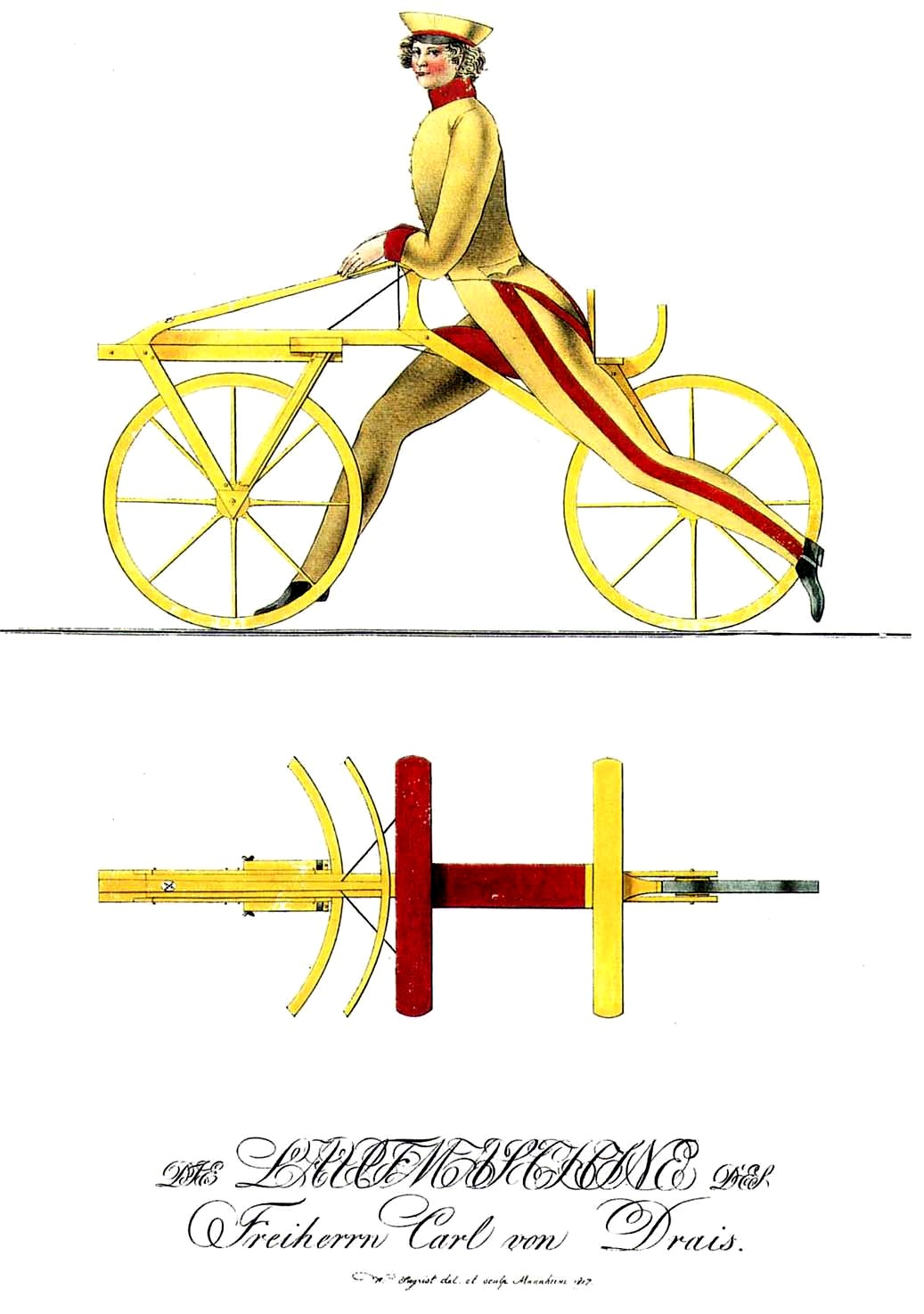
Drais konstruktion, 1817.

Dressinen uppfanns 1817 av den tyske ämbetsmannen och baronen Karl Drais, som tjänstgjorde hos storhertig Karl av Baden i Tyskland. Den fick av Drais benämningen Laufmaschine (”löpmaskin”) men kom med tiden att erhålla namnet ”dressin” efter Drais namn. Karl Drais  patenterade sin konstruktion 1818 och den blev den första styrbara tvåhjulingen som framdrevs av en mänsklig ryttare.
Det synes som om Drais intresse för att konstruera en maskin som alternativ till hästar hade att göra med att många hästar svälte till döds på grund av missväxten 1816, det så kallade året utan sommar, vilket följde "året utan sommar" efter 1815 års utbrott av vulkanen Tambora i Indonesien.
Karl Drais första dokumenterade cykelritt skedde den 12 juni 1817 och var en 13 kilometer lång färd från Mannheim på mindre än en timme.
Löpmaskinen var så gott som helt byggd i trä och vägde 22 kg. Den hade bussningar i mässing inuti hjullagren av stål, stålskodda hjul och en broms på bakhjulet. Konstruktionen byggdes och användes i flera tusen kopior i Västeuropa och Nordamerika. Dess popularitet dog dock ganska snart ut, men enstaka fordon kunde fortfarande ses på gatorna i Paris vid mitten av 1860-talet. Fordonet ska ha brukats vidare i Östasien fram till slutet av 1800-talet.

## Dressinen i Storbritannien
Dressinen tillverkades till en början i Tyskland och Frankrike. Idén anammades av ett antal brittiska vagnmakare varav den mest kända var Denis Johnson i London. I slutet av år 1818 tillkännagav att han tänkte sälja en förbättrad variant. Johnson kallade sitt fordon för en fotgängar-karriol eller velociped, men allmänheten föredrog öknamn som "käpphäst" efter barnleksaken, eller, ännu värre, "dandyhäst" efter de snobbiga unga män i London som då kallades dandies och som direkt anammade dessa fordon. Johnsons fordon var en utvecklad variant av Drais modell, elegantare med en böjd ram i stället för Drais raka stil. Den böjda ramen tillät större hjul utan att höja ryttarens sittposition och utan att förändra grundkonstruktionen.
Under sommaren 1819 blev "hobbyhästen", delvis tack vare Johnsons skicklighet i marknadsföring, en modefluga i Londonsocieteten. Ryttarna slet överraskande snabbt ut sina skor och modeflugan dog ut inom något år.

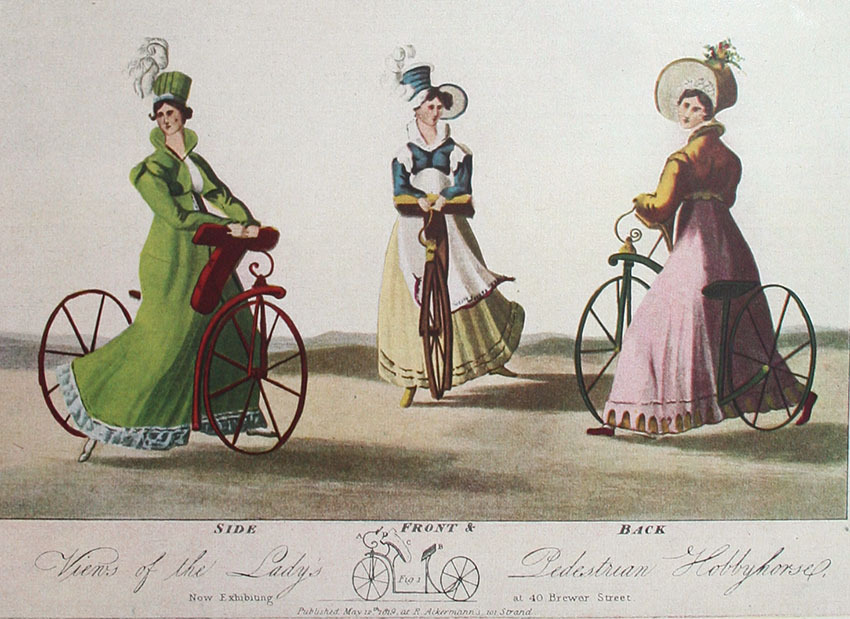
Johnsons gångfordon för damer, försålda i London 1819-1820.
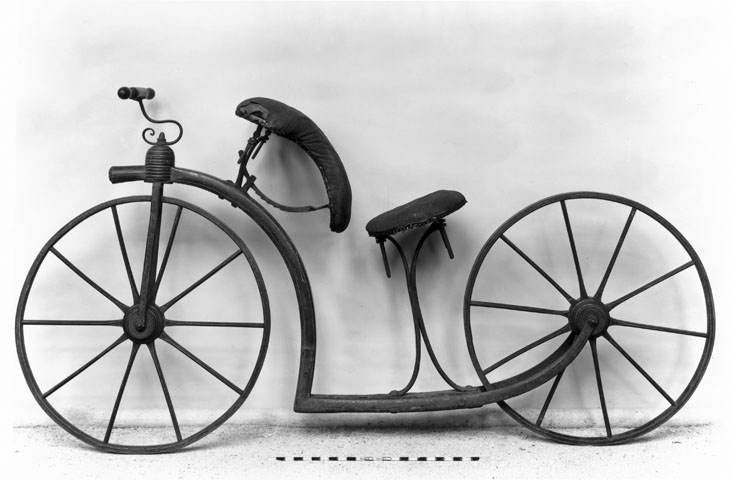
Johnsons gångfordon för damer, Science Museum i London.